# Monteaperti
Monteaperti is een plaats (frazione) in de Italiaanse gemeente Castelnuovo Berardenga.
Hier had een belangrijke veldslag plaats, de Slag bij Montaperti.